# Михайленко, Валерий Иванович
Вале́рий Ива́нович Михайле́нко (род. 23 августа 1946, Петропавловка, Новосибирская область) — советский и российский историк, специалист в области истории международных отношений и фашизма, доктор исторических наук (1988), профессор (1989). Заслуженный деятель науки Российской Федерации (2004).

## Биография
Родился 23 августа 1946 года в селе Петропавловка Новосибирской области.
С 1963 по 1968 годы учился на историческом факультете Уральского государственного университета.
С 1968 года начал педагогическую деятельность на историческом факультете Уральского государственного университета: с 1968 по 1978 годы — ассистент, с 1978 по 1989 годы — доцент кафедры новой и новейшей истории и одновременно с 1986 по 1990 годы — заведующий кафедрой новой и новейшей истории исторического факультета. С 1989 по 1993 годы — декан исторического факультета. С 1993 по 1999 годы — заведующий кафедрой теории и истории международных отношений и одновременно с 1994 года директор колледжа итальянского «Леонардо» при Уральском государственном университете.
С 1999 года — заведующий кафедрой международного взаимопонимания, прав человека, мира, демократии, толерантности и ЮНЕСКО исторического факультета и одновременно с 2001 года является — деканом факультета международных отношений и с 2003 по 2008 годы был директором Института по переподготовке и повышению квалификации преподавателей гуманитарных и социальных наук Уральского государственного университета. В. И. Михайленко был одним из основателей Уральской итальянской школой, основная научная и учебно-методическая работа была связана с вопросами в области истории мировой политики и международных отношений, глобализации и истории тоталитаризма в Европейских странах.
В 1974 году Михайленко защитил диссертацию на соискание учёной степени — кандидата исторических наук по теме: «Итало-германские отношения в Юго-Восточной Европе в 1939—1940 гг.», в 1988 году — доктора исторических наук по теме: «История итальянского фашизма в национальной историографии». В 1989 году В. И. Михайленко было присвоено учёное звание — профессора. Избирался действительным членом-академиком Международной педагогической академии и Академии политических наук, был вице-президентом Международной ассоциации «Ius primi viri».
Помимо основной деятельности В. И. Михайленко преподавал и читал лекции по вопросам международных отношений в европейских и американских университетах, был членом редакционной коллегии научного итальянского журнала «Nuova storia contemporanea». Являлся президентом — Екатеринбургского отделения фонда «Данте Алигьери» и Свердловского отделения Ассоциации европейских исследований, являлся членом — Правления Ассоциации делового и культурного сотрудничества с Италией и Учебно-методического объединения при МГИМО.
Автор более 200 работ в области международных отношений, под его руководством защитили 4 докторские и 10 кандидатских диссертаций.
10 марта 2004 года Указом Президента Российской Федерации «За заслуги в научной деятельности» В. И. Михайленко удостоен почётного звания — Заслуженный деятель науки Российской Федерации.

## Основные труды
- Михайленко В. И. Итальянская историография о происхождении и сущности фашизма. Свердловск, 1985 г.
- Михайленко В. И. Итальянский фашизм. Свердловск, 1987 г.
- Михайленко В. И. L’idea russa e il nuovo ordine Europeo. Pisa, 1991 г.
- Михайленко В. И. Теория международных отношений : Философское введение. Екатеринбург: 1998 г.
- Михайленко В. И. Эволюция политических институтов современной Италии : Методологический аспект. Екатеринбург: 1998 г.
- Михайленко В. И. Россия в новом геополитическом пространстве. Екатеринбург: 1999 г.
- Михайленко В. И. Тоталитаризм в XX веке: теоретический дискурс. Екатеринбург: 2000 г.
- Михайленко В. И. Тоталитаризм: эвристический потенциал научного понятия // Диалог со временем : Альманах интеллектуальной истории. Вып. 6. Москва: 2001 г.

## Награды и звания
- Орден Дружбы (1995[4])
- Заслуженный деятель науки Российской Федерации (2004[3])